# 中國宰相列表
本篇應指歷代最高官職者，並非單指「宰相」一職。
- 商周：太宰、卿士
- 春秋：列国正卿
- 战国：相邦
- 秦、西汉：相国、丞相（汉昭帝后设领尚书事、录尚书事）
- 新、东汉：三公、录尚书事
- 曹魏：三公、录尚书事、相国（魏元帝后设相国）
- 蜀汉：丞相、录尚书事、尚书令
- 东吴：丞相
- 两晋南北朝：录尚书事、尚书令、尚书仆射、中书监
- 隋、唐前期：尚书令、尚书仆射、侍中、中书令、参豫朝政等、同中书门下三品、同中书门下平章事
- 唐后期至宋元丰改制：同中书门下平章事
- 宋元丰改制后：尚书左仆射兼门下侍郎→太宰兼门下侍郎→尚书左仆射同中书门下平章事→左丞相、尚书右仆射兼中书侍郎→少宰兼中书侍郎→尚书右仆射同中书门下平章事→右丞相、平章军国事
- 辽：南北院枢密使、宰相
- 金：尚书令、尚书左右丞相
- 元朝：中书令、中书右左丞相
- 明初：中书左右丞相
- 明永乐后：殿阁大学士
- 清前期：议政大臣、殿阁大学士
- 清雍正至宣统：军机大臣→内阁总理大臣

## 夏朝
伯益
彭伯寿
武罗
伯姻
熊髡
尨圉
寒浞
关龙逢
终古

## 商朝
伊尹
仲虺
伊陟
臣扈
巫咸
巫贤
甘盘
傅说
箕子
微子
商容
比干
費仲
飞廉
恶来

## 周朝
太公望
周公旦
召公奭
毕公高
毛公
康叔封
闳夭
太颠
散宜生
南宫括
荣伯
卫侯
苏忿生
祭公
君牙
祭公谋父
吕侯
伯邑父
伯俗父
虢公长父
荣夷公
芮良夫
周定公
召伯虎
虢文公
南仲皇父
尹吉甫（兮甲）
仲山甫
虢石父
祭公敦
郑桓公
郑武公
郑庄公
虢公忌父
虢公林父
周公黑肩
周公忌父
虢公丑
宰孔
王子虎
周公阅
王叔桓公
王孙苏
召戴公
毛伯卫
单襄公
刘康公
周公楚
尹武公
王叔陈生
伯舆
单靖公
刘定公
单献公
成简公
单成公
刘献公
甘简公
单穆公
刘文公
单武公
甘平公
巩简公
刘桓公
单平公

## 春秋戰國

### 齐國
王子城父
高傒
国懿仲
管仲
陈完
仲孙湫
隰朋
鲍叔牙
竖刁
高庄子高虎
国归父
崔夭
卫开方
高固
国佐
国弱
晏弱
高厚
高无咎
崔杼
庆封
高止
高虿
栾灶
田桓子
晏婴
高武子
高昭子
国夏
国书
田乞
阚止
田恒
田盘
田白
田悼子
田和
邹忌
田忌
田婴
孟尝君
淳于髡
周最
匡章
吕礼
韩珉
苏秦
淖齿
田單
后胜

### 鲁國
公子益师
众仲
公子彄
公子翚
公子结
申繻
庆父
叔牙
季友（季成子）
臧孙辰（臧文仲）
公子买
公孙兹（叔孙戴伯）
公孙敖（孟穆伯）
公子遂（东门襄仲）
叔孙得臣（叔孙庄叔）
季孙行父（季文子）
臧孙纥（臧武仲）
仲孙蔑（孟献子）
叔孙侨如（叔孙宣伯）
叔孙豹（叔孙穆子）
季孙夙（季武子）
仲孙速（孟庄子）
仲孙羯（孟孝伯）
叔孙婼（叔孙昭子）
仲孙貜（孟僖子）
季孙意如（季平子）
仲孙何忌（孟懿子）
叔孙不敢（叔孙成子）
阳虎
季孙斯（季桓子）
叔孙州仇（叔孙武叔）
季孙肥（季康子）
公仪休

### 晋國
荀息
里克
郤芮
狐偃（舅犯）
赵衰（赵成子）
郤縠
先轸
先且居（霍伯）
狐射姑（贾季）
赵盾（赵宣子）
郤缺（郤成子）
荀林父（中行桓子）
士会（范武子）
郤克（郤献子）
栾书（栾武子）
韩厥（韩献子）
荀罃（智武子）
荀偃（中行献子）
士匄（范宣子）
赵武（赵文子）
韩起（韩宣子）
魏舒（魏献子）
士鞅（范献子）
荀跞（智文子）
赵鞅（赵简子）
荀瑶（智襄子）
赵无恤（趙襄子）
魏斯

### 卫國
石碏
石厚
宁庄子
宁俞
孔达
孙良夫
孙林父
宁殖
宁喜
北宫括
北宫喜
公孟絷
齐豹
公叔成子
孔文子（孔圉）
孔悝
司寇亥
公孙弥牟

### 宋國
孔父嘉
华父督
公子目夷
公孙固
公子成
公子卬
公子鲍
华耦
华元
鱼石
乐喜
向戌
华亥
华阅
华合比
华费遂
乐祁
乐大心
向魋
皇瑗
乐茷
皇缓
仇郝
戴驩
皇喜

### 郑國
祭足
高渠弥
叔詹
皇武子
子家（公子归生）
子良（公子去疾）
子罕（公子喜）
子驷（公子騑）
子孔（公子嘉）
子展（公孙舍之）
伯有（良霄）
子皮（罕虎）
子产（公孙侨）
游吉
驷歂
罕达
驷弘
驷子阳

### 陈国
辕涛涂
庆寅
庆虎
公子招
辕颇

### 曹國
公孙彊

### 吴國
屈狐庸
伍子胥
伯嚭

### 越國
范蠡
文种

### 楚國
鬬伯比
鬬祁
屈瑕
屈重
彭仲爽
鲍申
子元
鬬㝅於菟（子文）
成得臣（子玉）
鬬勃（子上）
蒍呂臣
成大心
成嘉（子孔）
鬬般（子扬）
鬬椒（子越）
虞丘
蒍敖（孙叔）
子佩
公子婴齐（子重）
公子壬夫（子辛）
公子贞（子囊）
公子午（子庚）
公子追舒（子南）
蒍子冯
屈建（子木）
公子圉
薳罢（子蕩）
公子黑肱（子皙）
鬬成然（子旗）
阳匄（子瑕）
囊瓦（子常）
公子申（子西）
沈诸梁（子高）
公孙宁（子国）
吴起
州侯
昭奚恤
昭鱼（昭献）
鄂君子晳
昭阳
景鲤
景翠
唐眜
子兰
子椒
苏秦
昭雎
黃歇（春申君）
李園

### 赵國
张孟谈
公仲连
成午
肥义
赵豹
赵成
李兑
苏秦
藺相如
廉頗
田單
赵胜
虞卿
乐乘
建信君
春平君
张相国
皮相国
李牧

### 韩國
段规
韩傀
许异
申不害
公仲朋
韩伯婴
昭献
苏秦
韩辰
南公揭
樗里疾
韩珉
韩成
韩玘
张谴（暴谴）
无正
成阳君
张开地
张平

### 魏國
任章
翟璜
李悝
魏成
公叔痤
中山君
白圭
田繻
惠施
公孙衍
张仪
魏遫
翟强
苏秦
魏齐
范痤
魏无忌
信安君
孔斌（孔慎）

### 燕國
子之
苏秦
乐毅
骑劫
公孙操
栗腹
将渠
张唐
鞠武
荆轲

### 秦國
百里奚
蹇叔
庶长改
商鞅
張儀
公孙衍
乐池
屈盖
樗里疾
甘茂
向寿
魏冉
芈戎
孟尝君
楼缓
金受
杜仓
寿烛
范雎
蔡泽
呂不韋
甘罗
徐诜
昌平君
昌文君

## 秦朝
王绾
隗状（隗林）
李斯
冯去疾
赵高

## 西汉

### 高帝朝
1人 
萧何：漢初三傑之一

### 惠帝朝
3人
曹参
陈平
王陵

### 高朝
2人
陳平
审食其
- 呂后以陳平、審食其為右、左丞相。

### 文帝朝
5人
周勃
陈平
灌婴
张苍
申屠嘉

### 景帝朝
4人
陶青
周亚夫
卫绾
刘舍

### 武帝朝
13人
卫绾
窦婴
许昌
田蚡
薛泽
公孙弘
李蔡
莊青翟
赵周
石庆
公孙贺
刘屈氂
田千秋

### 昭帝朝
大司马、大将军：
霍光
4人
田千秋
王訢
杨敞
蔡义

### 宣帝朝
大将军、录尚书事：
霍禹
霍山
5人
韦贤
魏相
丙吉
黄霸
定国

### 元帝朝
录尚书事：
史高
萧望之
2人
韦玄成
匡衡

### 成帝朝
大司马、大将军：
王凤
王音
王商
王根
王莽
5人
王商
张禹
薛宣
翟方进
孔光

### 哀帝朝
大司马、录尚书事：
师丹
傅喜
丁明
傅晏
韦赏
董贤
5人
朱博
平当
王嘉
孔光
马宫

### 平帝朝
大司马、太傅、宰衡：
王莽
1人
平晏

### 新朝王莽
王寻
张邯

### 更始刘玄
刘縯
刘赐
李松

## 东汉

### 光武朝
邓禹
吴汉
王梁
宋弘
伏湛
侯霸
李通
马成
韩歆
窦融
欧阳歙
戴涉
蔡茂
朱浮
刘隆
杜林
张纯
玉况
赵熹
冯勤
冯鲂
李訢

### 明帝朝
赵熹
冯鲂
李訢
虞延
郭丹
范迁
伏恭
牟融
周泽
邢穆
王敏
鲍昱

### 章帝朝
赵熹
牟融
鲍昱
第五伦
桓虞
邓彪
郑弘
宋由
袁安
任隗

### 和帝朝
窦宪
宋由
袁安
任隗
丁鸿
尹睦
刘方
张酺
张奋
吕盖
韩棱
巢堪
张禹
徐防
鲁恭
陈宠

### 殇帝朝
邓骘
张禹
徐防
陈宠
梁鲔
尹勤

### 安帝朝
邓骘
张禹
徐防
鲁恭
梁鲔
尹勤
周章
张敏
夏勤
李修
刘恺
司马苞
马英
袁敞
李郃
陈褒
杨震
刘授
刘憙
冯石
阎显

### 顺帝朝
梁商
梁冀
刘授
刘憙
冯石
李郃
陶敦
朱宠
朱伥
刘光
许敬
张晧
庞参
王龚
刘崎
孔扶
施延
黄尚
王卓
郭虔
刘寿
桓焉
赵戒
赵峻
胡广
李固

### 冲帝朝
梁冀
赵戒
赵峻
胡广
李固

### 质帝朝
梁冀
赵戒
胡广
李固

### 桓帝朝
梁冀
赵戒
胡广
李固
袁汤
杜乔
张歆
吴雄
黄琼
房植
尹颂
韩縯
孙朗
祝恬
盛允
虞放
种暠
刘矩
刘宠
杨秉
许栩
周景
陈蕃
刘茂
宣酆

### 灵帝朝
窦武
胡广
陈蕃
刘矩
刘宠
许栩
周景
宣酆
王畅
闻人袭
刘嚣
许训
郭禧
桥玄
李咸
来艳
宗俱
袁隗
杨赐
段熲
唐珍
陈耽
刘逸
刘宽
陈球
孟戫
张颢
袁滂
袁逢
刘郃
张济
许戫
邓盛
张温
崔烈
张延
许相
丁宫
曹嵩
樊陵
马日磾
刘弘
刘虞
何进

### 献帝朝
董卓
刘虞
杨彪
黄琬
荀爽
赵谦
种拂
马日磾
淳于嘉
王允
皇甫嵩
周忠
朱儁
赵温
张喜
曹操
曹丕

## 三国

### 曹魏

#### 文帝朝
贾诩
王朗
华歆
钟繇
夏侯惇
曹仁
曹休
曹真

#### 明帝朝
王朗
华歆
钟繇
曹休
陈群
董昭
卫臻
陈矫
韩暨
崔林
曹宇
曹爽
司马懿

#### 齐王朝
孙资
刘放
卫臻
曹爽
司马懿
满宠
蒋济
赵俨
高柔
王凌
孙礼
司马孚
司马师
郑冲

#### 高贵乡公朝
司马孚
司马师
司马昭
高柔
郑冲
卢毓
诸葛诞
王昶

#### 元帝朝
司马昭
鄭沖
鍾會
何曾
司马望
王昶
王观
王祥
邓艾
荀顗
司马炎

### 蜀汉

#### 昭烈朝
诸葛亮

#### 懷帝朝
诸葛亮
蒋琬
费祎
董允
吕乂
姜维
陳祗
董厥
樊建
诸葛瞻

### 孙吴

#### 大帝朝
孙邵
顾雍
陆逊
步骘
朱据

#### 會稽王朝
诸葛恪
孙峻
孙綝

#### 景帝朝
孙綝
濮阳兴

#### 末帝朝
濮阳兴
陆凯
万彧
许沇
张悌

## 西晋

### 武帝朝
裴秀
贾充
王沈
荀勖
武陔
羊祜
李熹
司马伷
司马珪
司马亮
司马晃
王业
卢钦
刘毅
胡奋
朱整
卫瓘
杨骏
杨珧
司马望
荀顗
石苞
何曾
司马泰
李胤
山涛
魏舒
王渾

### 惠帝朝
杨骏
杨珧
华廙
王浑
荀恺
何劭
卫瓘
张华
裴頠
王戎
王衍
崔随
乐广
羊玄之
荀藩
司马亮
司马晃
司马泰
司馬肜
司马繇
司马越
司马伦
司马颖
王湛
高光

### 怀帝朝
司马越
王衍
高光
荀藩
和郁
郑球
傅祗
山简
刘暾
曹馥

### 愍帝朝
索綝
司马保
司马睿

## 东晋

### 元帝朝
王導
王敦
刁协
司马羕
周顗
劉琨
荀崧
王邃
纪瞻
荀组

### 明帝朝
王導
陆晔
司马羕
荀崧
纪瞻
郗鉴
卞壶
邓攸
陆玩
诸葛恢
戴邈

### 成帝朝
王導
苏峻
祖约
庾亮
庾冰
何充
孔愉
王舒
王彬
褚翜
陆晔
司马羕
荀崧
纪瞻
郗鉴
卞壶
邓攸
陆玩
诸葛恢

### 康帝朝
庾冰
何充
诸葛恢
蔡谟
顾和

### 穆帝朝
何充
诸葛恢
蔡谟
顾和
顾众
谢尚
周闵
江虨
司马昱
王彪之

### 哀帝朝
桓温
司马昱
王彪之
王述

### 废帝朝
桓温
司马昱
王彪之
王述

### 简文朝
桓温
王彪之

### 孝武朝
桓温
王彪之
謝安
谢石
谢玄
谢琰
王劭
王蕴
王珣
陆纳
司马恬
司马道子

### 安帝朝
司马道子
司马元显
桓玄
王国宝
王珣
王雅
王谧
何澄
孔安国
孔靖
孟昶
桓谦
谢混
谢裕
刘柳
刘耽
袁湛
刘道怜
王弘
司马德文
刘穆之
徐羡之
刘裕

### 恭帝朝
徐羡之
刘裕

## 南朝

### 刘宋

#### 武帝朝
徐羡之
傅亮

#### 少帝朝
徐羡之
傅亮
谢晦

#### 文帝朝
徐羡之
傅亮
王弘
王敬弘
郑鲜之
江夷
殷景仁
王球
刘义康
刘义庆
刘义宣
刘义恭
刘宏
何尚之
褚湛之
徐湛之
王僧达
刘恢

#### 孝武朝
刘义恭
何尚之
褚湛之
刘延孙
刘秀之
王僧达
蕭思話
刘遵考
刘宏
戴法兴
柳元景
刘恢

#### 前废帝朝
刘义恭
刘祎
刘昶
柳元景
颜师伯

#### 明帝朝
谢庄
刘祎
刘休仁
刘休范
王景文
蔡兴宗
袁粲
褚渊

#### 后废帝朝
王景文
蔡兴宗
袁粲
褚渊
刘秉
王僧虔
刘勔
萧缅
萧道成

#### 顺帝朝
袁粲
褚渊
刘秉
王僧虔
王延之
柳世隆
何戢
萧道成

### 南齐

#### 高帝朝
褚渊
萧嶷
王俭
王延之

#### 武帝朝
王俭
王延之

李安民
王奂
柳世隆
萧嶷
萧晔
萧子良

#### 鬱林王朝
萧子良
王晏
谢胐
徐孝嗣
萧鸾
萧锵
萧铄

#### 海陵王朝
萧鸾
萧锵
王晏
徐孝嗣
萧子懋
萧子明
萧钧
萧铉
沈文季
何胤

#### 明帝朝
王晏
徐孝嗣
萧铉
沈文季
萧昭粲

#### 东昏侯朝
沈文季
徐孝嗣
江祏
王亮
王莹
任昉
萧昭粲
萧坦之
萧惠休
萧遥光
萧懿

#### 和帝朝
王亮
王莹
任昉
萧颖胄
萧衍

### 南梁

#### 武帝朝
沈约
范云
谢胐
王亮
王莹
王志
萧秀
萧憺
柳惔
王份
袁昂
夏侯详
王茂
王暕
张稷
张充
柳仲礼
张缵
徐勉
何敬容
谢举
王骞
王克
朱异
萧宏
蔡撙
萧伟
萧纶
萧渊藻
侯景

#### 简文朝
王克
柳仲礼
萧会理
萧恪
侯景

#### 元帝朝
张绾
王褒
王僧辩
萧恪

#### 敬帝朝
王冲
王通
王劢
王僧辩
陈霸先

### 南陈

#### 武帝朝
王通
沈众

#### 文帝朝
王通
王劢
谢哲
到仲举
王固
沈君理
陈顼

#### 废帝朝
陈顼
王通
谢哲
到仲举
袁枢
沈钦

#### 宣帝朝
袁简懿
沈钦
徐陵
谢嘏
袁宪
张种
王劢
王瑒
沈君理
周弘正
陆缮
陈伯固
陈伯恭
王克
孔奂

#### 后主朝
陈伯恭
陈伯智
陈叔卿
袁宪
徐陵
谢伷
蔡征
姚察
江总

## 十六国

### 汉赵
刘宣
刘欢乐
刘聪
刘裕
刘殷
刘乂
刘隆
任顗
马景
王育
朱纪
范隆
呼延晏
王鉴
游子远
刘述
刘均
刘雅

### 后赵
石虎
张敬
张宾
张屈六
程遐
郭遨
夔安
傅暢
郭殷
石邃
韩晞
张离
李农

### 冉魏
申钟
王谟
刘群
张良
石璞
徐机
刘琦
王简
张
郎肃

### 成汉
阎式
杨褒
李云
李璜
李离
赵肃
张宝
上官惇
范贲
王达
何点
王瓌
李越
李寿
李载
罗演
尹奉
景骞
任颜
董皎
罗恒
蔡兴
李嶷
马当
王誓
谯献之

### 前燕
阳骛
皇甫真
张悕
悦绾
慕容恪
慕容评
可足浑翼

### 后燕
慕容德
慕容楷
慕容麟
慕容温
餘蔚
慕容绍
慕容隆
慕容农
慕容根
张通
卫伦
慕容元
慕容熙
王腾
韦璆
慕容虔
慕容渊

### 南燕
慕容麟
慕容凝
慕舆拔
慕舆护
丁通
封孚
封嵩
段宏
韓𧨳
段晖
韩范
张华
董诜

### 北燕
冯素弗
孙护
冯弘
张兴
冯丕
古泥
郭生
阳伊
高顒
高绍
郭渊
傅权

### 前秦
姜伯周
梁楞
王堕
鱼遵
梁安
段纯
辛牢
赵韶
董荣
李威
梁平老
吕婆楼
苻柳
苻侯
王猛
权翼
张天锡
苻丕
苻融
苻晖
苻纂
苻冲
王永
杨辅
王孚
徐义
苻同成
苻崇
苻广
杨定
窦冲

### 后秦
姚旻
姚晃
尹纬
狄伯支
齐难
赵迁
韦华
姚弼
姚泓
梁喜

### 西秦
乙旃童泥
屋引出支
独孤匹蹄
武群勇士
出连乞都
边芮
悌眷
秘宜
翟勍
翟瑥
辛静
王松寿
乞伏炽磐
乞伏昙达
麴景
出连虔
翟绍
乞伏元基
段晖
木奕干
吉毗

### 夏
右地代
若门
叱以鞬
乙斗
胡金纂
华韬
赫连璝
斛黎文
问至

### 后凉
王详
段业
沮渠罗仇
杨桓
姜纪
吕超

### 南凉
赵振
秃发傉檀
婆衍崘
孟祎
杨桓
赵晁
郭倖
秃发虎台

### 西凉
索仙
张邈
尹建兴
张体顺
宋繇

### 北凉
沮渠蒙逊
梁中庸
张骘
谢正礼
杨统
焦昶
房晷
隗仁
沮渠政德
沮渠封坛
宋繇
姚定国

## 北朝

### 北魏

#### 道武朝
长孙嵩
拓跋仪
拓跋遵
崔逞
崔宏
拓跋嗣

#### 明元朝
长孙嵩
拓跋屈
崔宏
崔浩
奚斤
拓跋燾
车路头
王洛儿
卢鲁元

#### 太武朝
长孙嵩
崔浩
劉絜
罗结
卢鲁元
安原
古弼
屈垣
屈道赐
兰延
韩茂
长孙渴侯

#### 文成朝
长孙渴侯
刘泥
元寿乐
尉眷
和其奴
韩茂
闾毗
常英
目辰
古弼
兰延
于洛拔

#### 献文朝
乙浑
和其奴
拓跋目辰
叔孫隣
拓跋丕
慕容白曜

#### 孝文朝
拓跋目辰
拓跋丕
陈建
穆亮
陆睿
李冲
陆儁
赵黑
张祐
元忠
王袭
元羽
元赞
元澄
尉元
楼毅
穆太
元详
元嘉

#### 宣武朝
王肃
元澄
元详
元嘉
源怀
穆亮
高肇
郭祚
元雍
元怿
元英
元珍

#### 孝明朝
元雍
郭祚
元晖
于忠
李平
李崇
元澄
元钦
元纂
元修义
元彧
元乂
元延明
元徽
元略
元顺
元罗
萧宝寅
长孙稚
游肇
皇甫度
崔亮
元丽

#### 孝庄朝
尔朱荣
元彧
元谌
元延明
元徽
元略
元顺
元罗
元诲
元顼
穆绍
于晖
樊子鹄
魏兰根
源子恭
郑先护

#### 长广王朝
尔朱兆
尔朱世隆
元亶
元罗
长孙稚
元宝炬

#### 节闵朝
尔朱兆
尔朱世隆
元罗
长孙稚
魏兰根
元谌
孙腾
元宝炬

#### 安定王朝
高欢
孙腾
侯景
高盛
魏兰根

#### 孝武朝
高欢
孙腾
元罗
高隆之
长孙稚
辛雄
任祥
元宝炬
樊子鹄
魏兰根
贾显度
宇文泰

### 东魏
高欢
高澄
高洋
高隆之
高岳
司马子如
封祖裔（封隆之）
慕容绍宗
元坦
元弼
元旭
元斌
元嶷
元悰
元暹
元韶
孙腾
侯景
薛琡
元晖业

### 北齐

#### 文宣朝
杨愔
高隆之
元韶
段韶
薛琡
崔暹
高归彦
贺拔仁
高淹
高演
高涣
高湛

#### 废帝朝
杨愔
高睿
高归彦
高德政
燕子献
崔昂
刘洪徽
高浟
高演
高湛
高湜
高孝琬

#### 孝昭朝
高浟
高湛
高湜
高归彦
高睿
刘洪徽

#### 武成朝
高浟
高湝
高润
高归彦
高睿
段韶
高孝琬
高长恭
刘洪徽
尉粲
魏收
斛律光
赵彦深
高普

#### 后主朝
高睿
段韶
高孝珩
高长恭
斛律光
赵彦深
高普
高俨
尉瑾
元文遥
徐之才
许季良（许惇）
高绍义
胡长仁
贺拔仁
魏收
冯子琮
皮景和
高贞（高仁坚）
段孝言
娄定远
和士开
唐邕
祖珽
高阿那肱
穆提婆
高元海
高劢
高宝德
阳休之

#### 安德王朝
高阿那肱
穆提婆
高元海
唐邕
段孝言
阳休之
韩晋明
鲜于世荣

#### 幼主朝
高阿那肱
高元海
阳休之
鲜于世荣

### 西魏

#### 文帝朝
宇文泰
斛斯椿
万俟洛
元仲景
元孚
元季海
梁御
赵善
周惠达
元纪
长孙俭
申徽
于谨
元赞
元子孝
尉迟迥
独孤信

#### 废帝朝
宇文泰
申徽
杨宽
尉迟迥
元子孝
李远

#### 恭帝朝
宇文泰
独孤信
元子孝
李远
柳庆
贺兰祥
豆卢宁
侯莫陈崇
韦孝宽

### 北周

#### 孝闵朝
宇文护
赵贵
独孤信
李弼

#### 明帝朝
宇文护
侯莫陈崇
于谨

#### 武帝朝
宇文护
侯莫陈崇
于谨
宇文贵
宇文宪
宇文直
宇文亮

#### 宣帝朝
宇文俭
宇文盛
宇文亮
长孙览

#### 静帝朝
于翼
宇文盛
宇文贞
王谊
刘昉
郑译
杨坚

## 隋朝

### 文帝朝
宰相十六人
高熲
赵煚
虞庆则
李德林
柳机
苏威
赵芬
杨爽
杨素
杨雄
杨达
杨广
杨秀
杨昭
杨暕
柳述

### 炀帝朝
宰相十二人
苏威
杨素
杨达
萧琮
杨文思
杨约
宇文述
元寿
裴矩
裴蕴
萧瑀
虞世基

### 恭帝朝
李渊

### 皇泰朝
王世充
段达
元文都
卢楚
王世恽
皇甫无逸
郭文懿
赵长文
李密

### 秦王朝
宇文化及
宇文智及
裴矩
宇文士及
封德彝

## 唐朝

### 高祖朝
宰相十六人
李世民
裴寂
刘文静
萧瑀
窦威
窦抗
陈叔达
杨恭仁
封德彝
裴矩
高士廉
李元吉
宇文士及
长孙无忌
杜如晦
房玄龄

### 太宗朝
宰相二十九人
裴寂
萧瑀
陈叔达
李靖
封德彝
宇文士及
长孙无忌
杜如晦
房玄龄
高士廉
温彦博
岑文本
魏征
侯君集
杨师道
戴胄
刘洎
李世勣
张亮
马周
褚遂良
崔仁师
杨弘礼
王珪
杜淹
杨恭仁
许敬宗
高季辅
张行成

### 高宗朝
宰相四十七人
长孙无忌
褚遂良
于志宁
张行成
高季辅
李勣
柳奭
宇文节
韩瑗
来济
崔敦礼
李义府
许敬宗
杜正伦
辛茂将
任雅相
卢承庆
许圉师
上官仪
刘祥道
窦德玄
乐彦玮
孙处约
姜恪
陆敦信
戴至德
刘仁轨
杨武
李安期
张文瓘
赵仁本
阎立本
李敬玄
郝处俊
来恒
薛元超
李义琰
高智周
张大安
裴炎
王德真
崔知温
郭待举
岑长倩
郭正一
魏玄同
刘齐贤

### 则天朝
宰相七十七人
刘仁轨
薛元超
郭正一
裴炎
袁恕己
敬晖
岑长倩
郭待举
魏玄同
刘齐贤
韦弘敏
桓彦范
王德真
劉禕之
武承嗣
骞味道
崔詧
李景谌
韦方质
沈君谅
裴居道
韦思谦
苏良嗣
韦待价
张光辅
王本立
范履冰
邢文伟
武攸宁
傅游艺
史务滋
宗秦客
格辅元
乐思晦
任知古
欧阳通
裴行本
狄仁杰
杨执柔
李游道
袁智宏
崔神基
崔元综
李昭德
姚元崇
李元素

娄师德
韦巨源
陆元方
豆卢钦望
苏味道
王孝杰
武什方
杨再思
杜景佺
周允元
孙元亨
李道广
王方庆
王及善
宗楚客
武三思
吉顼
李峤
张锡
韦安石
李怀远
顾琮
李迥秀
朱敬则
唐休璟
韦嗣立
崔玄暐
张柬之
房融
韦承庆

### 中宗朝
宰相三十四人
刘景先
岑长倩
郭待举
韦弘敏
崔玄暐
杨再思
张柬之
房融
韦承庆
袁恕己
桓彦范
敬晖
武三思
祝钦明
魏元忠
李怀远
豆卢钦望
韦巨源
李峤
于惟谦
苏瑰
宗楚客
萧至忠
纪处讷
张仁亶
韦嗣立
崔湜
赵彦昭
韦温
郑愔
张锡
裴谈
岑羲
张嘉福

### 睿宗朝
宰相二十五人
李隆基
李峤
萧至忠
张仁亶
韦嗣立
赵彦昭
韦安石
蘇瓌
唐休璟
裴谈
张锡
岑羲
崔湜
刘幽求
钟绍京
李日知
薛稷
姚元之
崔日用
宋璟
郭元振
张说
窦怀贞
魏知古
陆象先

### 玄宗朝
宰相三十四人
刘幽求
韦安石
魏知古
崔湜
陆象先
窦怀贞
岑羲
萧至忠
郭元振
张说
姚崇
卢怀慎

宋璟
苏颋
张嘉贞
王晙
李元纮
杜暹
萧嵩
宇文融
裴光庭
韩休
裴耀卿
张九龄
李林甫
牛仙客
李适之
陈希烈
杨国忠
韦见素
崔圆
房琯
崔涣

### 肃宗朝
宰相十六人
韦见素
崔圆
房琯
裴冕
崔涣
李麟
苗晋卿
张镐
王玙
吕諲
李岘
第五琦
李揆
萧华
裴遵庆
元载

### 代宗朝
宰相十二人
李适
苗晋卿
裴遵庆
元载
李辅国
刘晏
李岘
王缙
杜鸿渐
裴冕
杨绾
常衮

### 德宗朝
宰相三十五人
崔祐甫
常衮
李勉
杨炎
卢杞
马燧
关播
萧复
乔琳
刘从一
姜公辅
卢翰
李晟
张延赏
韩滉
崔造
柳浑
李泌
董晋
赵憬
陆贽
贾耽
卢迈
崔损
赵宗儒
郑余庆
杜佑
齐抗
高郢
郑珣瑜
张镒
刘滋
齐映
浑瑊
窦参

### 顺宗朝
宰相七人
贾耽
杜佑
郑珣瑜
高郢
韦执谊
杜黄裳
袁滋

### 宪宗朝
宰相共二十九人
贾耽
韦执谊
杜佑
杜黄裳
袁滋
郑余庆
于頔
郑絪
武元衡
李吉甫
韩弘
裴垍
李藩
权德舆
李绛
张弘靖
韦贯之
裴度
李逢吉
王涯
崔群
李鄘
李夷简
皇甫镈
程异
令狐楚
萧俛
段文昌
崔植

### 穆宗朝
宰相十四人
韩宏
裴度
李夷简
皇甫镈
令狐楚
张弘靖
萧俛
段文昌
崔植
杜元颖
王播
元稹
李逢吉
牛僧孺

### 敬宗朝
宰相七人
杜元颖
王播
李逢吉
牛僧孺
李程
裴度
窦易直

### 文宗朝
宰相二十五人
杜元颖
王播
李逢吉
牛僧孺
窦易直
裴度
韦处厚
杨嗣复
李珏
路随
李宗闵
段文昌
宋申锡
李德裕
李固言
郑覃
王涯
李训
賈餗
舒元舆
李石
陈夷行
崔珙
崔郸
李绅

### 武宗朝
宰相十五人
李固言
李石
杨嗣复
李珏
崔郸
牛僧孺
崔珙
李德裕
陈夷行
李绅
李让夷
崔铉
杜悰
李回
郑肃

### 宣宗朝
宰相二十三人
李让夷
李绅
郑肃
李回
白敏中
韦琮
崔元式
李德裕
卢商
马植
周墀
崔龟从
任铭
魏扶
令狐绹
裴休
魏谟
崔慎由
郑朗
萧邺
刘瑑
夏侯孜
蒋伸

### 懿宗朝
宰相二十一人
令狐绹
白敏中
萧邺
夏侯孜
蒋伸
杜审权
杜悰
毕諴
杨收
曹确
高璩
萧寘
徐商
路岩
于琮
韦保衡
王铎
刘邺
赵隐
萧仿
崔彦昭

### 僖宗朝
宰相二十三人
萧仿
崔彦昭
郑畋
卢携
王铎
李蔚
郑从谠
崔沆
豆卢瑑
王徽
裴澈
萧遘
韦昭度
郑昌图
杜让能
孔纬
张濬
韦保衡
赵隐
刘邺
裴坦
刘瞻
刘崇望

### 昭宗朝
宰相二十五人
韦昭度
孔纬
杜让能
张濬
刘崇望
崔昭纬
徐彦若
郑延昌
王抟
崔胤
李磎
陆扆
孙偓
郑綮
朱朴
崔远
裴贽
裴枢
王溥
独孤损
柳璨
陆希声
苏检
卢光启
韦贻范

### 哀帝朝
宰相六人
裴枢
独孤损
崔远
柳璨
张文蔚
杨涉

## 五代十國

### 后梁

#### 太祖朝
张文蔚
杨涉
薛贻矩
韩建
于竞
张策
赵光逢
杜晓
敬翔

#### 郢王朝
赵光逢
杜晓
敬翔

#### 末帝朝
赵光逢
杜晓
敬翔
姚洎
于竞
郑珏
萧顷
李琪

### 后唐

#### 庄宗朝
豆卢革
卢程
赵光胤
韦说

#### 明宗朝
豆卢革
韦说
郑珏
任圜
冯道
崔协
王建立
赵凤
李愚
刘昫

#### 闵帝朝
冯道
刘昫
李愚

#### 末帝朝
刘昫
李愚
卢文纪
姚顗
张延朗
韩昭胤
马胤孙
冯道

### 后晋

#### 高祖朝
冯道
赵莹
桑维翰
李
和凝

#### 出帝朝
冯道
赵莹
桑维翰
李
和凝
刘昫
冯玉
景延广

### 后汉

#### 高祖朝
苏逢吉
苏禹珪
窦贞固
李涛
冯道

#### 隐帝朝
苏逢吉
苏禹珪
窦贞固
李涛
杨邠
冯道

### 后周

#### 太祖朝
冯道
苏禹珪
窦贞固
王峻
李穀
范质

#### 世宗朝
范质
李穀
景范
王溥
魏仁浦
冯道

#### 恭帝朝
范质
王溥
魏仁浦

### 北汉

#### 世祖朝
郑珙
赵华

#### 睿宗朝
赵华
卫融
赵弘
郭无为
张昭敏

#### 少主朝
郭无为
张昭敏

#### 英武朝
郭无为
刘继文
刘继颙
李恽

### 前蜀

#### 高祖朝
王宗佶
韦庄
张格
王锴
周庠
庾传素

#### 后主朝
张格
王锴
周庠
庾传素
许寂

### 后蜀

#### 高祖朝
孟仁赞
赵季良

#### 后主朝
赵季良
毋昭裔
张业
李昊
徐光溥
范仁恕
欧阳迥

### 吴

#### 高祖朝
徐温
严可求
徐知诰

#### 睿帝朝
徐温
严可求
王令谋
宋齐丘
徐知训
徐知诰
徐知询
徐景通
徐景迁
徐景遂
徐景达

### 南唐

#### 烈祖朝
宋齐丘
张延翰
张居咏
李建勋
徐玠
李景遂

#### 元宗朝
宋齐丘
张居咏
徐玠
周宗
李建勋
李景遂
徐景运
冯延巳
杜昌业
常梦锡
孙晟
钟谟
严续
游简言
殷崇义
李弘冀
李从嘉

#### 后主朝
严续
游简言
殷崇义

### 南汉

#### 高祖朝
赵光裔
杨洞潜
李殷衡
倪曙
刘濬
赵损
王定保
王翷

#### 殇帝朝
赵光裔
杨洞潜
刘濬
刘弘昌

#### 中宗朝
刘濬
王翷
刘弘昌
刘弘杲
陈偓
黄琼芝
卢膺

#### 后主朝
陈延寿
李托
钟允章
龚澄枢

### 闽

#### 惠宗朝
王延禀
王继鹏
李敏

#### 康宗朝
王延羲
叶翘
王倓

#### 景宗朝
李敏
李真
王亚澄
杨沂丰
余廷英
李仁遇
李光准

#### 福王朝
王继昌
潘承祐

### 楚
马賨
马存
高郁
吕师周
廖偃
姚彦章
许德勋

### 吴越

#### 武肃王朝
錢元瓘
杜建徽

#### 文穆王朝
杜建徽
曹仲达
沈崧
皮光业
陆仁章
仰仁诠
许明
錢弘佐

#### 忠献王朝
曹仲达
皮光业
仰仁诠
林鼎
郭师从
元德昭
吴程
錢弘倧

#### 忠逊王朝
元德昭
吴程
钱弘俶

#### 忠懿王朝
元德昭
錢弘億
吴程
裴坚
吴延福
鲍修让
沈虎子
崔仁冀
钱惟濬

## 北宋

### 太祖朝
宰相六人
范质
王溥
魏仁浦
赵普
薛居正
沈义伦

### 太宗朝
宰相九人
赵普
薛居正
沈义伦
卢多逊
宋琪
李昉
吕蒙正
张齐贤
吕端

### 真宗朝
宰相十二人
吕蒙正
张齐贤
吕端
李沆
向敏中
毕士安
寇准
王旦
王钦若
丁谓
李迪
冯拯

### 仁宗朝
宰相二十三人
王钦若
范仲淹
丁谓
冯拯
王曾
李迪
张知白
张士逊
吕夷简
王随
陈尧佐
章得象
晏殊
杜衍
贾昌朝
陈执中
文彦博
宋庠
庞籍
梁适
刘沆
富弼
韩琦
曾公亮

### 英宗朝
宰相二人
韩琦
曾公亮

### 神宗朝
宰相九人
富弼
韩琦
曾公亮
陈旭（陈升之）
王安石
韩绛
吴充
王珪
蔡确

### 哲宗朝
宰相十一人
司馬光
文彦博
王珪
蔡确
韩缜
吕公著
吕大防
范纯仁
刘挚
苏颂
章惇

### 徽宗朝
宰相十三人
章惇
韩忠彦
曾布
蔡京
赵挺之
何执中
张商英
鄭居中
刘正夫
余深
王黼
李邦彦
白时中

### 钦宗朝
宰相七人
李邦彦
白时中
張邦昌
吴敏
徐处仁
唐恪
何

## 南宋

### 高宗朝
宰相十五人
李纲
黄潜善
汪伯彦
朱胜非
吕颐浩
杜充
范宗尹
赵鼎
张浚
秦檜
万俟卨
沈该
汤思退
陈康伯
朱倬

### 孝宗朝
宰相十八人
张浚
汤思退
陈康伯
朱倬
史浩
洪适
叶颙
魏杞
蒋芾
陈俊卿
虞允文
梁克家
曾怀
叶衡
赵雄
王淮
周必大
留正

### 光宗朝
宰相三人
周必大
留正
葛邲

### 宁宗朝
宰相九人
留正
赵汝愚
余端礼
京镗
谢深甫
陈自强
韩侂胄
钱象祖
史弥远

### 理宗朝
宰相十六人
史弥远
郑清之
乔行简
崔与之
李宗勉
史嵩之
范钟
杜範
游佀
赵葵
谢方叔
吴潜
董槐
程元凤
丁大全
贾似道

### 度宗朝
宰相五人
贾似道
程元凤
叶梦鼎
江万里
马廷鸾

### 恭帝朝
宰相七人
贾似道
王爚
章鑑
陈宜中
留梦炎
吴坚
文天祥

### 端宗朝
宰相三人
陈宜中
李庭芝
文天祥

### 幼帝朝
宰相二人
文天祥
陸秀夫

## 辽朝

### 太祖朝
耶律欧里思
耶律苏
萧辖剌（萧实鲁）
萧敌鲁
萧阿古只
辖得里
萧霞的
只里古
康默记
韩知古
韩延徽

### 太宗朝
韩知古
韩延徽
刘居言
涅里衮
鹘离底
萧酷古只
萧僧隐
崔穷古
王郁
耶律牒蜡
解领
赵延寿
冯道

### 世宗朝
韩延徽
赵延寿
颓昱
剌只撒古鲁

### 穆宗朝
韩延徽
阿不底
萧塔剌葛
萧眉古得
萧海瓈
耶律娄国
耶律敌禄
耶律寿远
萧干
萧排押
耶律沙

### 景宗朝
萧思温
萧干
耶律沙
耶律撻烈
室昉
卢俊

### 圣宗朝
韩德让
萧干
耶律沙（安宁）
萧排押
解领
室昉
卢俊
萧道宁
孙桢
耶律善补（耶律瑶升）
萧继先
耶律奴瓜
邢抱贞
萧宁
刘晟（刘慎行）
萧高八
耶律吾剌葛
大康乂
耶律涤洌
耶律合葛
张俭
郭袭
赵延煦
刘延构
韩匡嗣
刘京
宗范
萧普古
萧朴
萧僧隐
萧惠
萧弘义
萧绍宗
耶律迷离己
耶律章瓦
耶律硕老
耶律喜罗
耶律控温
萧孝穆
萧孝忠
耶律弘古
耶律弘古
萧浞卜
吕德懋

### 兴宗朝
萧孝穆
萧孝忠
萧孝先
萧孝友
耶律弘古
耶律查葛
萧浞卜
吕德懋
杨皙
杜防
韩绍荣
杨佶
韩知白
萧塔烈（塔阿葛）
萧惠
耶律贴不
蕭撒八
萧革
萧阿剌
萧虚烈

### 道宗朝
萧孝友
萧惠
萧阿剌
萧虚烈
萧德（萧唐古）
萧阿速
萧图古辞
萧九哥
萧朮哲
萧兀古匿
萧惟信
萧余里也
萧撻不也
萧何葛
萧袍里
萧兀纳
杜防
姚景行
吴湛
杨绩
赵徽
张孝杰
梁颖
王绩
王荆
赵廷睦
窦景庸
耶律涂孛特
耶律陈留
耶律蘂奴
耶律燕哥
耶律颇德
耶律巢哥
耶律王九
耶律铎鲁斡
耶律斡特剌

### 天祚帝朝
张琳
耶律俨
耶律淳
耶律斡特剌
萧兀纳
萧常哥
萧乐古
萧乙薛
萧德恭
李处温

### 宣宗朝
李处温
左企弓

## 金朝

### 太祖朝
吴乞买
完颜撒改
习不失
完颜阿离合懑
阿徒罕
左企弓
時立愛
完顏斜也
完颜昱
刘彦宗
粘罕

### 太宗朝
粘罕
完顏斜也
時立愛
刘彦宗
完颜谩都诃
铁骊突离剌
韩企先
完颜亶
完颜宗干
完颜宗磐

### 熙宗朝
兀术
韩企先
萧仲恭
完颜希尹
完颜宗磐
完颜宗隽
完颜宗固
完颜宗贤
完颜宗本
完颜亮
完颜勖
完颜秉德

### 海陵王朝
完颜勖
完颜秉德
完颜宗贤
完颜宗本
唐括辩
大㚖
刘筈
耨怨温都思忠
完颜充
完颜乌带
完颜昂
张浩
仆散思恭
蔡松年
萧裕
萧玉

### 世宗朝
萧玉
仆散忠义
完颜晏
完颜宗宪
完颜守道
完颜璟
完颜襄
完颜思敬
纥石烈良弼
纥石烈志宁
徒单克宁
唐括安礼
石琚
李石
乌古论元忠
李通
移剌元宜
完顏宗尹
张汝霖

### 章宗朝
完颜襄
张汝霖
徒单克宁
夹谷清臣
夹谷衡
完颜宗宁
完颜宗浩
完颜守贞
完颜匡
仆散端
乌林荅愿
粘割斡特剌
张万公
徒单镒
仆散揆
孙铎
孫即康

### 卫绍王朝
完颜匡
仆散端
徒单镒
仆散揆
孙铎
孫即康
独吉千家奴

### 宣宗朝
仆散端
徒单镒
徒单公弼
高汝励
完颜承晖
完颜守纯
术虎高琪
纥石烈执中
侯挚
抹然尽忠
胥鼎

### 哀宗朝
完颜守纯
高汝励
胥鼎
把胡鲁
完颜合达
完颜白撒
完颜仲德
完颜赛不

## 西夏
张浦
張元
野利仁荣
野利旺荣
没藏讹庞
梁乙埋
任得敬
斡道冲

## 元朝

### 太祖朝
木华黎
失吉忽禿忽

### 拖雷朝（监国）
失吉忽禿忽

### 太宗朝
耶律楚材
镇海
粘合重山

### 乃马真后朝（称制）
耶律楚材
杨惟中

### 定宗朝
杨惟中
镇海

### 海迷失后朝（称制）
镇海
野里知吉带

### 宪宗朝
忙哥撒儿
孛罗合

### 世祖朝
刘秉忠
王文统
廉希宪
禡禡
不花
忽鲁不花
史天泽
耶律铸
线真
塔察儿
忽都察儿
安童
伯颜
甕吉剌䚟
孛罗
和礼霍孙
阿合马
桑哥
完泽

### 成宗朝
完泽
哈喇哈孙
答剌海
阿忽台

### 武宗朝
阿剌不花
乞台普济
三宝奴
脱儿赤颜
忽鲁忽答
答剌海
塔思不花
脱脱

### 仁宗朝
帖可
阿撒罕
铁木迭儿
伯忽
曲出
阿散
秃忽鲁
伯答沙

### 英宗朝
铁木迭儿
朵帯
拜住

### 泰定朝
伯忽
朵帯
按塔出
伯颜察儿
秃忽鲁
旭迈杰
塔失帖木儿
倒剌沙
伯答沙

### 天顺朝
倒剌沙
答失铁木儿

### 文宗天历朝
燕帖木儿
别不花
帖木儿不花

### 明宗朝
燕帖木儿
跃里帖木儿
帖木儿不花

### 文宗至顺朝
伯答沙
燕帖木儿
伯颜

### 宁宗朝
燕帖木儿
伯颜
撒迪
阔里吉思

### 惠宗朝
燕帖木儿
伯颜
撒敦
唐其势
燕不邻
定住
完者帖木儿
铁木儿不花
铁木儿塔识
朵儿只
塔失海牙
探马赤
马扎儿台
伯撒里
脱脱
别儿怯不花
阿鲁图
汪家奴
众家奴
哈麻
纽的该
搠思监
贺惟一
太不花
老章
沙蓝答里
孛罗帖木儿
秃坚帖木儿
帖里帖木儿
王保保
也速
失列门
庆童

### 昭宗朝
王保保

### 天元朝
失列门

## 明朝

### 洪武朝（1368-1398）
宰相四人
李善长
徐达
汪广洋
胡惟庸

### 建文朝（1398-1402）
齐泰
黄子澄
方孝孺

### 永樂朝（1402-1424）
黄淮（1402，首輔）
胡廣（1407-1418，首輔）
杨荣（1418-1424，首輔）
解缙（1402-1407，首輔）
杨士奇
金幼孜
胡俨

### 洪熙朝（1424-1425）
杨士奇（1424-1444，首輔）
杨荣
黄淮
金幼孜
杨溥
權謹

### 宣德朝（1425-1435）
杨士奇（1424-1444，首輔）
杨荣
黄淮
金幼孜
杨溥
张瑛
陈山

### 正统朝（1435-1449）
杨士奇（1424-1444，首輔）
杨荣
杨溥（1444-1446，首輔）
马愉
曹鼐（1446-1449，首輔）
陈循
苗衷
高谷
张益

### 景泰朝（1449-1457）
陈循（1449-1457，首輔）
苗衷
高谷（1457，首輔）
彭时
商辂
俞纲
江渊
王一宁
萧镃
王文

### 天顺朝（1457-1464）
徐有贞（1457，首輔）
许彬（1457，首輔）
薛瑄
李贤（1457-1466，首輔）
吕原
岳正
彭时
陈文

### 成化朝（1464-1487）
李贤（1457-1466，首輔）
陈文（1466-1468，首輔）
彭时（1468-1475，首輔）
吕原
商辂（1475-1477，首輔）
刘定之
万安（1477-1487，首輔）
刘珝
刘吉
彭华
尹直

### 弘治朝（1487-1505）
刘吉（1487-1492，首輔）
徐溥（1492-1498，首輔）
刘健（1498-1506，首輔）
丘濬
李东阳
谢迁

### 正德朝（1505-1521）
刘健（1498-1506，首輔）
李东阳（1506-1512，首輔）
谢迁
焦芳
王鏊
杨廷和（1512-1515，1517-1524，首輔）
刘宇
曹元
梁储（1515-1517，首輔）
刘忠
费宏
靳贵
杨一清
蒋冕
毛纪

### 嘉靖朝（1521-1567）
杨廷和（1517-1524，首輔）
梁储
蒋冕（1524，首輔）
毛纪（1524，首輔）
袁宗皋
费宏（1524-1526，1526-1527，首輔）
石珤
贾咏
杨一清（1526，1527-1529，首輔）
谢迁
翟銮（1531，1541,1542-1544，首輔）
张璁（1529-1531，1531-1532，1533-1535，首輔）
桂萼
李时（1535-1538，首輔）
方献夫（1532-1533，首輔）
夏言（1538-1539，1539-1541,1541-1542,1545-1548，首輔）
顾鼎臣（1539，首輔）
严嵩（1544-1545，1548-1562，首輔）
许赞
张璧
张治
吕本
徐阶（1562-1568，首輔）
袁炜
严讷
李春芳
郭朴
高拱

### 隆慶朝（1567-1572）
徐阶（1562-1568，首輔）
李春芳（1568-1571，首輔）
郭朴
高拱（1571-1572，首輔）
陈以勤
张居正
赵贞吉
殷士儋
高仪

### 萬曆朝（1572-1620）
張居正（1572-1582，首輔）
吕调阳
张四维（1582-1583，首輔）
马自强
申时行（1583-1591，首輔）
潘晟
余有丁
许国
王锡爵（1593-1594，首輔）
王家屏（1591-1592，首輔）
赵志皋（1592-1593，1594-1601，首輔）
张位
陈于陛
沈一贯（1601-1606，首輔）
沈鲤
朱赓（1606-1608，首輔）
于慎行
李廷机（1608-1612，首輔）
叶向高（1612-1614，首輔）
方从哲（1614-1620，首輔）
吳道南

### 泰昌朝（1620）
方从哲（1614-1620，首輔）
刘一燝
沈㴶
韩爌
史继偕
何宗彦
朱国祚

### 天啟朝（1620-1627）
叶向高（1621-1624，首輔）
刘一燝（1620-1621，首輔）
韩爌（1624，首輔）
史继偕
沈㴶
何宗彦
朱国祚
孙如游
孙承宗
顾秉谦（1624-1626，首輔）
朱国祯（1624，首輔）
朱延禧
魏广微
周如磐
黄立极（1626-1627，首輔）
丁绍轼
冯铨
施凤来
张瑞图
李國𣚴

### 崇禎朝（1627-1644）
黄立极
施凤来（1627-1628，首輔）
张瑞图
李國𣚴（1628，首輔）
来宗道（1628，首輔）
杨景辰
周道登（1628，首輔）
钱龙锡
李标（1630，首輔）
刘鸿训
韩爌（1628-1630，首輔）
成基命（1630，首輔）
周延儒（1630-1633，1641-1643，首輔）
何如宠
钱象坤
温体仁（1633-1637，首輔）
孙承宗
文震孟
吴宗达
郑以伟
徐光启
钱士升
王应熊
何吾驺
张至发（1637-1638，首輔）
黄士俊
孔贞运（1638，首輔）
林焊
贺逢圣
刘宇亮（1638-1639，首輔）
傅冠
薛国观（1639-1640，首輔）
程国祥
杨嗣昌
方逢年
蔡国用
范复粹（1640-1641，首輔）
姚明恭
张四知（1641，首輔）
魏照乘
謝陞
陈演（1643-1644，首輔）
蒋德璟（1644，首輔）
黄景昉
吴甡
魏藻德（1644，首輔）
李建泰（1644，首輔）
方岳贡
范景文
邱瑜

### 弘光朝（1644-1645）
史可法（1644，首輔）
高弘图（1644，首輔）
马士英（1644-1645，首輔）
姜曰廣
王铎
王应熊
蒋德璟
謝陞
蔡奕琛
阮大铖
朱大典

### 隆武朝（1645-1646）
黄道周（1645，首輔）
蒋德璟
高弘图
姜曰廣
傅冠
吴甡
林欲楫
朱继祚
吕大器
郑三俊
曾樱
陈洪谧
黄鸣骏
李先春
陈奇瑜
王锡衮
路振飞（1645-1646，首輔）
何楷
杨廷麟
陈子壮
林增志
何腾蛟
徐人龙
熊开元
何吾驺
方逢年
张国维
苏观生
黄景昉
赵士完
顾锡畴
王应熊
朱大典
叶廷桂
吴春枝
章正宸
谢德溥
张肯堂
刘麟长
郭维经
黄士俊
姚明恭

### 绍武朝（1646-1647）
苏观生
何吾驺
顾元镜
王应华
曾道唯

### 永历朝（1646-1662）
丁魁楚（1646-1647，首輔）
瞿式耜（1647，首輔）
陈子壮
李永茂
吴炳（1647，首輔）
吕大器
王锡衮
王应熊
何腾蛟
文安之（1650-1651，首輔）
方以智
杨鼎和
唐誠
晏日曙
温应采
章旷
周鼎瀚
李若星
堵胤锡
严起恒（1647-1649，1650，首輔）
王化澄
朱天麟
姜曰廣
熊文举
郭都贤
周堪赓
朱由𣡊
曾道唯
路振飞
揭重熙
虞胤
贾同春
黄士俊（1649-1650，首輔）
何吾驺
傅鼎铨
李新
程源
曾樱
吴贞毓（1651-1654，首輔）
杨畏知
郭之奇
杨鸿
晏清
马吉翔（1660-1661，首輔）
范鑛
丁继善（1654-1660，首輔）
欧阳霖
方端士
何源
扶纲
张佐辰
雷跃龙
张煌言（1661-1664，首輔）
邓士廉
杨在

## 清朝

### 天命朝（1616-1626）
五大臣：
额亦都
费英东
何和礼
安费扬古
扈尔汉
四大贝勒：
代善
阿敏
莽古尔泰
皇太极

### 天聪、崇德朝（1626-1643）
大贝勒代善
二贝勒阿敏 
三贝勒莽古尔泰
大学士：
刚林
范文程
希福
鲍承先

### 顺治朝（1643-1661）
皇父摄政王：
睿亲王多尔衮（1643-1650）
辅政叔王：
郑亲王济尔哈朗（1643-1647）
豫亲王多铎（1647-1649）
大学士：
刚林
范文程
希福
冯铨
謝陞
洪承畴
宁完我
祁充格
李建泰
宋权
陈泰
雅泰
陈名夏
李率泰
额色黑
陈之遴
图海
成克巩
张端
高尔俨
刘正宗
吕宫
金之俊
蒋赫德
王永吉
党崇雅
傅以渐
巴哈纳
车克
胡世安
卫周祚
李霨

### 康熙朝（1661-1722）
辅政大臣（1661-1667）：
索尼
苏克萨哈
遏必隆
鳌拜
大学士：
图海
成克巩
金之俊
蒋赫德
巴哈纳
车克
卫周祚
李霨
伊图
苏纳海
孙廷铨
巴泰
魏裔介
班布尔善
对喀纳
杜立德
索额图
黄锡衮
冯溥
莫洛
熊赐履
纳兰明珠
勒德洪
王熙
黄机
吴正治
宋德宜
余国柱
李之芳
梁清标
伊桑阿
阿兰泰
徐元文
张玉书
李天馥
吴琠
马齐
佛伦
张英
席哈纳
陈廷敬
李光地
温达
萧永藻
嵩祝
王掞
王顼龄

### 雍正朝（1722-1735）
总理事务王大臣：
廉亲王允禩
怡亲王胤祥
马齐
隆科多
大学士：
马齐
王掞
王顼龄
白潢
富宁安
张鹏翮
徐元梦
高其位
朱轼
田从典
張廷玉
逊柱
马尔赛
蒋廷锡
陈元龙
尹泰
鄂尔泰
福敏
嵇曾筠
彭维新
三泰
徐本
迈柱
查郎阿
巴泰
军机大臣：
怡亲王胤祥（1729-1730，領班軍機大臣）
張廷玉（1731-1732，領班軍機大臣）
马尔赛（1730-1731，領班軍機大臣）
蒋廷锡
鄂尔泰（1732-1733，1733-1745，領班軍機大臣）
哈元生
马兰泰
平郡王福彭（1733，領班軍機大臣）
讷亲
班第

### 乾隆朝（1735-1796）
总理事务王大臣：
庄亲王允禄
果亲王允礼
鄂尔泰
张廷玉
大学士：
朱轼
張廷玉
尹泰
鄂尔泰
嵇曾筠
迈柱
查郎阿
徐本
三泰
福敏
赵国麟
陈世倌
史贻直
刘于义
庆复
讷亲
高斌
来保
傅恒
阿克敦
陈大受
汪由敦
张允随
孙嘉淦
黄廷桂
达勒当阿
鄂弥达
蒋溥
劉統勳
兆惠
梁诗正
楊廷璋
尹继善
杨应琚
阿里衮
陈宏谋
庄有恭
官保
阿尔泰
刘纶
高晋
温福
舒赫德
于敏中
李侍尧
阿桂
三寶
程景伊
英廉
嵇璜
永贵
蔡新
伍弥泰
梁国治
和珅
劉墉
王杰
福康安
彭元瑞
孙士毅
军机大臣：
鄂尔泰（1733-1745，領班軍機大臣）
张廷玉
讷亲（1745-1748，領班軍機大臣）
班第
索柱
丰盛额
海望
莽鹄立
纳延泰
徐本
傅恆（1748-1770，領班軍機大臣）
汪由敦
高斌
蒋溥
陈大受
舒赫德
来保
尹继善（1770-1771，領班軍機大臣）
刘纶
兆惠
劉統勳（1771-1773，領班軍機大臣）
雅尔哈善
阿兰泰
阿里衮
裘曰修
梦麟
三泰
富德
于敏中（1773-1779，領班軍機大臣）
阿桂（1779-1797，領班軍機大臣）
福隆安
索琳
温福
丰升额
桂林
庆桂
福康安
袁守侗
梁国治
阿思哈
和珅
明亮
李侍尧
董诰
福长安
王杰
孙士毅
松筠
台布

### 嘉庆朝（1796-1820）
大学士：
阿桂
和珅
王杰
福康安
孙士毅
董诰
劉墉
苏凌阿
保寧
庆桂
书麟
吉庆
琳宁
朱珪
纪昀
禄康
费淳
长麟
勒保
戴衢亨
刘权之
邹炳泰
松筠
曹振镛
托津
百龄
明亮
章煦
伯麟
戴均元
吴璥
军机大臣：
阿桂（1779-1797，領班軍機大臣）
和珅（1797-1799，領班軍機大臣）
王杰
福长安
董诰（1812-1818，領班軍機大臣）
台布
沈初
傅森
戴衢亨
吴熊光
那彦成
成亲王永瑆（1799，領班軍機大臣）
庆桂（1799-1812，領班軍機大臣）
成德
刘权之
德瑛
英和
托津（1818-1820，領班軍機大臣）
方维甸
盧蔭溥
松筠
勒保
桂芳
章煦
戴均元
和瑛
文孚

### 道光朝（1820-1850）
大学士：
曹振镛
托津
明亮
戴均元
伯麟
长龄
吴璥
孙玉庭
英和
蒋攸銛
汪廷珍
盧蔭溥
富俊
李鸿宾
潘世恩
文孚
阮元
穆彰阿
琦善
王鼎
伊里布
汤金钊
寶興
奕经
卓秉恬
敬徵
陈官俊
耆英
祁雋藻
军机大臣：
曹振镛（1820-1823，1824-1835，領班軍機大臣）
黃鉞
英和
盧蔭溥
文孚（1835，領班軍機大臣）
松筠
长龄（1823-1824，領班軍機大臣）
玉麟
王鼎
蒋攸銛
穆彰阿（1836-1850，領班軍機大臣）
潘世恩（1835-1836，領班軍機大臣）
赵盛奎
赛尚阿
奎照
文庆
隆文
何汝霖
祁雋藻
陈孚恩
季芝昌

### 咸丰朝（1850-1861）
大学士：
潘世恩
穆彰阿
卓秉恬
耆英
祁雋藻
赛尚阿
琦善
裕诚
杜受田
讷尔经额
禧恩
賈楨
叶名琛
文庆
彭蕴章
桂良
柏葰
翁心存
瑞麟
官文
周祖培
肃顺
军机大臣：
祁雋藻（1850-1851，1852-1853，領班軍機大臣）
赛尚阿（1851-1852，領班軍機大臣）
何汝霖
季芝昌
穆蔭（1860-1861，領班軍機大臣）
舒兴阿
彭蕴章（1856-1860，領班軍機大臣）
邵灿
麟魁
恭亲王奕訢（1853-1855，領班軍機大臣）
瑞麟
杜翰
文庆（1855-1856，領班軍機大臣）
柏葰
匡源
文祥
焦祐瀛

### 同治朝（1861-1875）
赞襄政务王大臣（1861）：
怡亲王载垣
郑亲王端华
景寿
肃顺
穆荫
匡源
杜翰
焦祐瀛
大学士：
賈楨
桂良
瑞麟
官文
周祖培
倭仁
麟魁
曾國藩
骆秉章
朱鳳標
瑞常
李鴻章
文祥
單懋謙
全庆
左宗棠
宝鋆
军机大臣：
恭亲王奕訢（1861-1884，領班軍機大臣）
桂良
沈兆霖
文祥
宝鋆
曹毓瑛
李棠阶
李鸿藻
胡家玉
汪元方
沈桂芬

### 光绪朝（1875-1908）
大学士：
李鴻章
文祥
左宗棠
宝鋆
英桂
沈桂芬
载龄
全庆
灵桂
李鸿藻
额勒和布
文煜
阎敬铭
恩承
张之万
福锟
麟书
昆冈
徐桐
翁同龢
荣禄
刚毅
王文韶
徐郙
孙家鼐
崇礼
敬信
裕德
世续
那桐
荣庆
瞿鸿禨
张之洞
鹿传霖
军机大臣：
恭亲王奕訢（1861-1884,1894-1898，領班軍機大臣）
文祥
宝鋆
李鸿藻
沈桂芬
景廉
王文韶
左宗棠
翁同龢
潘祖蔭
礼亲王世铎（1884-1894，1898-1901，領班軍機大臣）
额勒和布
阎敬铭
张之万
孙毓汶
许庚身
徐用仪
刚毅
錢應溥
廖寿恆
裕禄
荣禄（1901-1903，領班軍機大臣）
啟秀
赵舒翘
端郡王载漪
鹿传霖
瞿鸿禨
庆亲王奕劻（1903-1911，領班軍機大臣）
荣庆
徐世昌
铁良
世续
林绍年
醇亲王载沣
张之洞
袁世凯

### 宣统朝（1908-1912）
监国摄政王：
醇亲王载沣（1908-1911）
大学士：
孙家鼐
世续
那桐
荣庆
张之洞
鹿传霖
陆润庠
戴鸿慈
徐世昌
李殿林
军机大臣：
庆亲王奕劻（1903-1911，領班軍機大臣）
世续
张之洞
那桐
鹿传霖
戴鸿慈
吴郁生
毓朗
徐世昌
内阁总理大臣：
- 庆亲王奕劻（1911）
- 袁世凱（1911-1912）

内阁协理大臣：
那桐
徐世昌